# Заполярне міське поселення
Заполя́рне міське поселення (рос. Заполярное городское поселение) — міське поселення у складі Надимського району Ямало-Ненецького автономного округу Тюменської області Росії.
Адміністративний центр та єдиний населений пункт — селище міського типу Заполярний.
Населення міського поселення становить 926 осіб (2017; 1024 у 2010, 995 у 2002).